# Наката, Сигэо
Сигэо Наката (яп. 中田 茂男 Наката Сигэо, род. 16.10.1945); Асахикава, Япония — японский борец вольного стиля, чемпион Олимпийских игр, чемпион Азиатских игр, чемпион мира 

## Биография
Занимался борьбой с школы в Асахикаве, затем во время обучения в Университете Хоккайдо.
В 1966 году победил на Всеяпонском чемпионате и на Азиатских играх, в 1967 году — стал чемпионом мира.
На Летних Олимпийских играх 1968 года в Мехико боролся в категории до 52 килограммов (наилегчайший вес). Выбывание из турнира проходило по мере накопления штрафных баллов. За чистую победу штрафные баллы не начислялись, за победу за явным преимуществом начислялось 0,5 штрафных балла, за победу по очкам 1 штрафной балл, за ничью 2 или 2,5 штрафных балла, за поражение по очкам 3 балла, поражение за явным преимуществом 3,5 балла, чистое поражение — 4 балла. Если борец набирал 6 или более штрафных баллов, он выбывал из турнира. Титул оспаривали 23 человека.

 Во главе лидеров наилегчайшего веса шёл японский борец С. Наката, превосходивший своих соперников в тактико-технической и силовой подготовленности. Наката, блестяще проведя все предварительные схватки, в финале встретился с американцем Р. Сандерсом, нанес ему поражение, завершив схватку с большим преимуществом, и стал обладателем золотой медали.— 
| Круг              | Соперник                 | Страна                    | Результат | Основание                                    | Время схватки |
| ----------------- | ------------------------ | ------------------------- | --------- | -------------------------------------------- | ------------- |
| 1                 | Баю Баев                 | Болгария                  | Победа    | По очкам (1 штрафной балл)                   |               |
| 2                 | Андре Годино             | Франция                   | Победа    | За явным преимуществом (0,5 штрафных баллов) |               |
| 3                 | О Джон Рён               | Республика Корея          | Победа    | По очкам (1 штрафной балл)                   | -             |
| 4                 | Винченцо Грасси          | Италия                    | Победа    | По очкам (1 штрафной балл)                   | -             |
| 5                 | Мохаммад Горбани         | Иран                      | Победа    | Туше (0 штрафных баллов)                     | 6:32          |
| Финал (встреча 1) | Чимэдбазарын Дамдиншарав | Монголия                  | Победа    | Туше (0 штрафных баллов)                     | 5:07          |
| Финал (встреча 2) | Ричард Сандерс           | Соединённые Штаты Америки | Победа    | По очкам (1 штрафной балл)                   |               |

С 1968 года состоял на службе в Силах самообороны Японии.